# Бистше (Поморське воєводство)
Бистше (пол. Bystrze, нім. Biesterfelde) — село в Польщі, у гміні Мілорадз Мальборського повіту Поморського воєводства.
Населення — 196 осіб (2011).
У 1975-1998 роках село належало до Ельблонзького воєводства.

## Демографія
Демографічна структура станом на 31 березня 2011 року:
|          | Загалом | Допрацездатний вік | Працездатний вік | Постпрацездатний вік |
| -------- | ------- | ------------------ | ---------------- | -------------------- |
| Чоловіки | 95      | 21                 | 62               | 12                   |
| Жінки    | 101     | 21                 | 60               | 20                   |
| Разом    | 196     | 42                 | 122              | 32                   |